# Rene-Herbert Heit

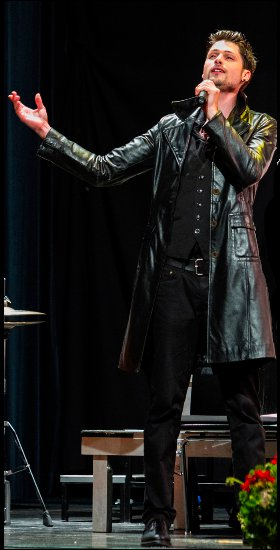

Rene-Herbert Heit (* 27. Dezember 1987 in Friesach) ist ein österreichischer Musicaldarsteller, Schauspieler, Sänger und Songwriter.

## Biografie
Rene-Herbert Heit wuchs in Oberwölz, Steiermark, Österreich auf. Nach der Musikhauptschule mit Klavier- und Keyboardunterricht machte er eine Lehre zum Einzelhandelskaufmann. Er sang im Oberwölzer Gesangverein und wurde Lead-Sänger der Bands GOHOME, Endless Nameless und Crime Inside. Nach seinem Lehrabschluss leistete er seinen Zivildienst beim Roten Kreuz ab.
Nach ersten Konzerterfolgen entschied er sich für eine Musicalvorausbildung bei Sing & Dance Klagenfurt. Im Casineum Velden trat er als Solist im Musical Christmas Chaos auf. Nach bestandenen Aufnahmeprüfungen begann Heit anschließend eine Musicalausbildung an der Musicalakademie Graz.
Bereits nach einem Monat Studiumsphase war der damals 20-Jährige in der Rolle des Fridolin Weber bei der Tourneeproduktion von Best of Mozart! zu sehen. Danach folgten Rollen wie der Rum Tum Tugger in Best of Cats, Sky in Best of Mamma Mia, Billy Flynn in Best of Chicago und Fürsterzbischof Colloredo in Best of Mozart! im Orpheum Graz. Bei der Starnacht am Wörthersee und Konzerten von David Hasselhoff wirkte er als Backgroundsänger mit. Unter anderem war er Solist bei den Musical Moments, Danke für die Lieder und Musical X-Mas Tourneen durch ganz Österreich und trat bei einigen Galas mit Marika Lichter auf. 2012 schloss er mit der paritätischen Bühnenreife im Raimund Theater seine Ausbildung ab. In der Welturaufführung des Musicals Steirermen san very good trat er 2011 als Michi und 2012 im Wiener Arkadenhof beim Wiener Musical Sommer auf. Ab Herbst 2012 unterrichtete Rene-Herbert Heit Schauspiel- und Gesang bei Sing & Dance Klagenfurt, gab Konzerte und synchronisierte ORF-Produktionen für Sehbehinderte. 2013 wurde er für die Europatournee Nacht der Operette als Moderator, Sänger und Tänzer für zwei Saisonen und anschließend für die Europatourneeproduktion Phantom der Oper mit Deborah Sasson sowie die Musicalshows Just Musical engagiert. 2014 verkörperte er die Titelrolle des Romeo im Musical Romeo und Julia – Die neue Welt unter der Regie von Norberto Bertassi im Stadttheater Mödling und im darauf folgenden Jahr im Wiener Musikverein. Als Mitglied der 12 Tenöre war er im Jahr 2015/2016 auf deren Greatest Hits – Tour unterwegs. Als fester Spielort galt danach das Tipi am Kanzleramt Berlin, wodurch Heit während der Fußball-Europameisterschaft auf der Fanmeile am Brandenburger Tor vor 320.000 und 80.000 Fans auftrat. Außerdem trat er beim Come Together in Velden auf. Momentan beschäftigt sich Heit mit Austro- und Deutschpop, gibt Konzerte und singt auf zahlreichen Galas.

## Rollen
- Best of Mozart! (Österreich-Tournee) – als Fürsterzbischof Colloredo und Fridolin Weber
- Best of Cats! (Orpheum Graz) – als Rum Tum Tugger
- Best of Mamma Mia (Orpheum Graz) – als Sky
- Best of Chicago (Orpheum Graz) – als Billy Flynn
- Musical Moments - als Danny, Romeo und Rudolf
- Steirermen san very good (Kunsthaus Weiz) – als Michi[8]
- Phantom der Oper (Europa-Tournee) – als Raoul und Perser[9]
- Just Musical - als Graf von Krolok und Phantom der Oper
- Nacht der Operette - als Leopold Brandmeyer
- Romeo und Julia (Stadttheater Mödling, Wiener Musikverein) – als Romeo[10]